# 德国之声国际博客大赛
德国之声国际博客大赛（The BOBs）是由德国之声举办的年度国际博客大赛，首届大赛于2004年举行，2014年起正式更名为德国之声Bobs新媒体大赛。
2014年2月5日第10届德国之声Bobs新媒体大赛启动，2014年6月中旬在德国波恩市举行颁奖仪式。德国之声国际博客大赛意在推动国际博客界的发展。从2005年开始，德国之声联手无国界记者组织设立特别奖项，以支持推动国家信息自由與言论自由。
来自全球的博客、微博客和网络项目可以参加大赛。参赛博客使用的语言分别是阿拉伯语、孟加拉语、中文、德语、英语、法语、印尼语、波斯语、葡萄牙语、俄语、西班牙语、印地语、土耳其语和乌克兰语。

## 奖项
2013年德国之声国际博客大赛设有6个跨语种的国际奖项：
- 最佳博客
- 最佳技术革新奖
- 最佳社会运动奖
- 记者无疆界特别奖
- 全球媒体论坛特别奖
- 最佳原创奖

以及14种语言各自的最佳博客、最佳微博客奖。

## 评委大奖和公众奖
博客大赛设立评委奖和公众奖。公众奖由来自全球的网友投票评选。同时，一个由知名博客、媒体专家、记者组成的国际评委在由网友推荐的优秀博客中筛选提名，最后在柏林共同评选揭晓。

## 与中国有关的获奖情况
第九届（2013）
- （跨语种）最佳博客的评委奖：李承鹏博客 （页面存档备份，存于）
- 最佳技术革新奖的评委奖：自由微博
- 最佳中文博客（公众奖）：奇闻录
- 最佳中文微博客（公众奖）：莫之许的推特 （页面存档备份，存于）

第八届（2012）
- 最佳视频频道的评委奖：哐哐哐 （页面存档备份，存于）
- 最佳中文博客的公众奖：iGFW （页面存档备份，存于）

第七届（2011）
- 该年度取消了单语种最佳博客的评委奖，最佳中文博客的公众奖授予“译者 （页面存档备份，存于）”。

第六届（2009/10）
- 最佳中文博客
  - 评委奖：可能吧
  - 公众奖：可能吧

注：韩寒 （页面存档备份，存于）以2票之差未能当选跨语种最佳博客。
第五届（2008）
- 最佳博客的公众奖授予“科学松鼠会”。
- 无疆界记者的评委奖授予“了了园 （页面存档备份，存于）” - 中国维权人士胡佳妻子曾金燕的博客。
- 最佳中文博客
  - 评委奖：刘晓原的BLOG （页面存档备份，存于）
  - 公众奖：科学松鼠会

第四届（2007）
- 最佳中文博客
  - 评委奖：连岳的第八大洲 （页面存档备份，存于）（已停止更新）
  - 公众奖：连岳的第八大洲

第三届（2006）
- 最佳播客的评委奖授予木子美的播客（已经停止更新）。
- 最古怪有趣博客的公众奖授予“非常真人 （页面存档备份，存于）”。
- 最佳中文博客
  - 评委奖及公众奖：花花世界 （页面存档备份，存于） - 鼠尾草的博客（当时患有胃癌的鼠尾草已经离世，目前由其丈夫更新）
- 最佳俄语博客
  - 评委奖及公众奖：Magazeta: All about China （页面存档备份，存于）（据说是中国网友在用俄语介绍中国）

第二届（2005）
- 最佳播客
  - 评委奖：反波（已经停止更新）
  - 公众奖：反波（已经停止更新）
- 最佳中文博客
  - 评委奖：按摩乳（现更名为“不许联想”）
  - 公众奖：飞刀侧畔千帆过 （页面存档备份，存于）（原来在博客中国平台，2008年底转到了新浪平台）

第一届（2004）
- 最佳博客的评委奖授予“十八摸狗日报”（已经停止更新）。
- 最佳中文博客
  - 评委奖：十八摸狗日报（已经停止更新）
  - 公众奖：声色犬马 - 平客的虚无笔记（已停止更新）